# Ла-Плань-Тарантез
Ла-Плань-Тарантез (фр. La Plagne Tarentaise) — муніципалітет у Франції, у регіоні Овернь-Рона-Альпи, департамент Савоя. Ла-Плань-Тарантез утворено 1 січня 2016 року шляхом злиття муніципалітетів Бельантр, Ла-Кот-д'Ем, Мако-ла-Плань i Валезан. Адміністративним центром муніципалітету є Мако-ла-Плань. Населення — 3814 осіб (01.01.2021).